# Saurogobio
Saurogobio es un género de peces de la familia Cyprinidae y de la orden de los Cypriniformes.

## Especies
- Saurogobio dabryi Bleeker, 1871
- Saurogobio dumerili Bleeker, 1871
- Saurogobio gracilicaudatus Yao & Yang, 1977
- Saurogobio gymnocheilus Lo, Yao & Yi-Yu Chen, 1998
- Saurogobio immaculatus Koller, 1927
- Saurogobio lissilabris Bănărescu & Nalbant, 1973
- Saurogobio xiangjiangensis J. H. Tang, 1980

- Datos: Q835206
- Especies: Saurogobio